# Maladera nigrorubra
Maladera nigrorubra är en skalbaggsart som beskrevs av Brenske 1894. Maladera nigrorubra ingår i släktet Maladera och familjen Melolonthidae. Inga underarter finns listade i Catalogue of Life.